# Estación Lautaro
Lautaro es una estación ubicada en la comuna chilena de Lautaro, en la Región de la Araucanía, que es parte de la Línea Troncal Sur. 
A comienzos de 2006 fue inaugurada la extensión del ya desaparecido Regional Victoria-Puerto Montt hasta la estación Victoria. Actualmente realiza detención el servicio local  Victoria-Temuco y el servicio de larga distancia TerraSur Temuco proveniente de  Santiago; este último solo corre en fechas especiales cuando la demanda lo requiere. En el recinto estación también se encuentra la S/E Lautaro.

## Historia
Con la extensión del servicio de ferrocarriles hacia el sur, el ferrocarril ya había llegado hasta la localidad de Victoria en 1890, se había decidido terminar la conexión por ferrocarril desde Victoria hasta Osorno, cuya concesión había sido entregada por el gobierno de José Manuel Balmaceda a la North and South American Company. Una sección de estas obras, de Victoria a Toltén, fue subdivida para realizar los trabajos desde Victoria hasta Temuco. Los trabajos de construcción de esta sección estaban mandatados a la empresa Albarracín y Urrutia. Los trabajos de construcción de este tramo del Longitudinal Sur ya había comenzado para inicios de 1889. En junio de 1890 la North and South American Company se declara en bancarrota, por lo que el gobierno asume los trabajos de construcción que demandan la reorganización de todo el proyecto. Esto lleva a que se le asignen la labor de ingeniero jefe de las obras de 20 km de vías entre el río Perquenco al "río Curaco" —entre la estación Perquenco y esta estación— a Gustave Verniory, teniendo su centro de operaciones en Lautaro. En agosto del mismo año Verniory había sugerido desviar el trazado que pasaba por Lautaro, pero esto es rechazado.
Debido a la guerra civil chilena de 1891, los trabajos son paralizados en abril de ese año, y en octubre son reasignados. Los trabajos son asignados en su totalidad a la empresa Albarracín y Urrutia, con el ingeniero Smyle Frame a cargo del tramo desde Victoria a Temuco. Con esta reasignación, Verniory pasa a estar a cargo del tramo a construir entre las estaciones Perquenco y Temuco, unos 45 km de vías.
El 10 de abril de 1892 se llegó a la rivera del río Quillén, y el 10 de noviembre de 1892 el ferrocarril ingresaba por primera vez a la actual comuna de Lautaro, donde ya estaba construida la estación de ferrocarriles, siendo inaugurada con banquetes y celebraciones.
Posterior a los daños causados por el terremoto de Valdivia de 1960, la estación tuvo que ser demolida y reconstruida; para 1962 fue construida la plazuela de estacionamiento de la nueva estación.
En 2005, con el anuncio del servicio Victoria-Puerto Montt, la estación fue remodelada e incluida como parada del servicio. Para 2007 el servicio fue acortado a lo que es actualmente el regional Victoria-Temuco.

## Infraestructura

### Características y entorno

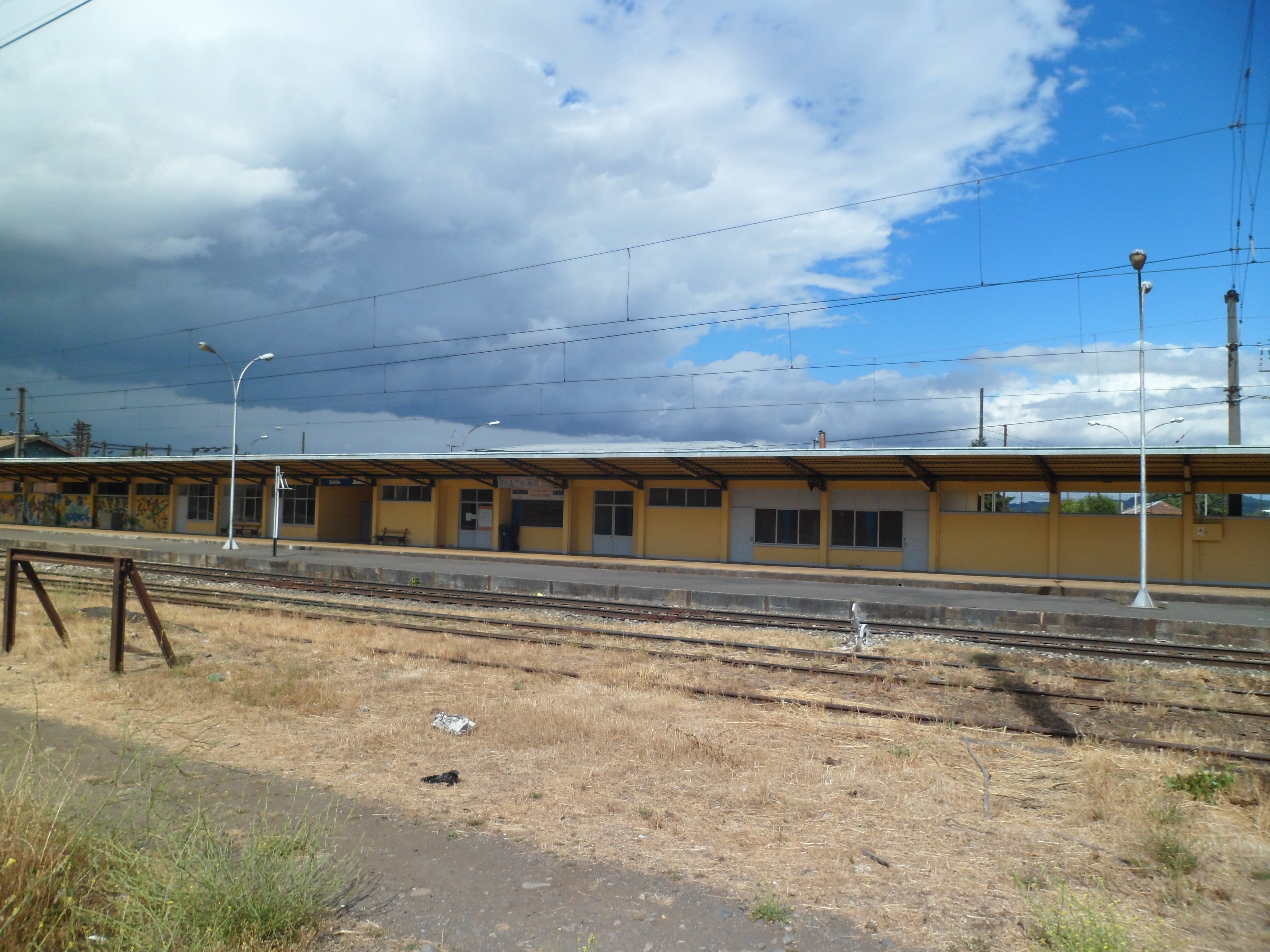
Andenes de la estación, 2014.

La estación posee una vía principal y dos desvíos locales.
En el entorno directo de la estación se encuentra la Plaza Augusto Bernous, la plaza Dr. Domingo Montebruno, el Estadio Municipal de Lautaro y el Terminal de buses rurales.

### Arte
El 15 de diciembre de 2021 fue inaugurado en la estación un set de murales realizados por la artista chilena Jennifer Díaz en el frontis del edificio, uno de los cuales representa a la cultura mapuche, mientras que el otro es en homenaje del poeta chileno Jorge Teillier; todo esto dentro del programa «Ferroviarte: un mural para la memoria».

### Conexión con servicios de transporte local
Posee conexión con servicios colectivos locales.

## Lectura complementaria
- Alliende Edwards, María Piedad (2001-01). «La Construcción de los Ferrocarriles en Chile 1850-1913». Revista Austral de Ciencias Sociales (5): 143-161. doi:10.4206/rev.austral.cienc.soc.2001.n5-13. Consultado el 18 de julio de 2020.